# Robin Söder
Robin Söder, né le 1er avril 1991 à Magra, est un footballeur suédois.

## Biographie
Attaquant, il a commencé sa carrière dans le club d'Ellös Morlanda GoIF où il a joué avec des actifs dès l'âge de 13 ans.
Il a ensuite rejoint Stenungsunds SI où il a également joué avec des adultes. Il a signé pour l'équipe junior du champion de Suède, l'IFK Göteborg, en décembre 2007. Mais rapidement il a commencé à s'entraîner et à jouer avec l'équipe première.
Il a fait ses débuts en Allsvenskan, le 1er juillet 2008, date à laquelle il est entré comme remplaçant, contre Trelleborgs FF. Onze jours plus tard, il inscrit son premier but pour son club en marquant à la 91e minute le but du 2-1, assurant ainsi les trois points contre Djurgårdens IF.
Il est un habitué des sélections juniors suédoises et a été le capitaine de l'équipe nationale des moins de 17 ans.

## Palmarès
IFK Göteborg
- Coupe de Suède
  - Vainqueur (2) : 2008, 2013
- Supercoupe de Suède
  - Vainqueur (1) : 2008

## Sources
Cet article est partiellement ou en totalité issu d'une traduction de l'article de Wikipédia en anglais